# Miguel Ángel Pascuas
Miguel Ángel Pascuas, (20 de noviembre de 1940, Algeciras, Huila), también conocido bajo los alias de Sargento Pascuas o Muerte Negra es considerado uno de los fundadores de las Fuerzas Armadas Revolucionarias de Colombia - Ejército del Pueblo (FARC-EP), siendo el último fundador vivo.

## Biografía
Hijos Hector Jaime Pascuas, Anais Pascuas Aldana Trilleras y Darío, que tuvieron 6 hijos, tres mujeres y tres varones. Su madre le cocinaba al cura de la parroquia del municipio de Órganos en el departamento del Huila y luego de San Luis, pueblos donde se sufrió La Violencia y fue víctima de la policía conservadora.

### Militancia en las FARC-EP
Luego de la muerte de su madre ingresa a la guerrilla en enero de 1960, por solicitud directa de Manuel Marulanda. Estuvo presente en la Operación Soberanía contra Marquetalia,en Planadas (Tolima) donde se fundaron las FARC-EP, siendo parte del grupo fundador de la guerrilla. En 1979 asume el comando del frente 6 de las FARC-EP en el Cauca.
Se le acusa de 600 hostigamientos, 14 tomas guerrilleras como las 5 tomas de Toribío (Cauca) más otros ataques, también en el Cauca, en los que han perdido la vida más de 800 uniformados. Interpol emitió una circular roja que pretende la captura de "Pascuas" y el Departamento de Estado de los Estados Unidos ofreció una recompensa de 2,5 millones de dólares "por información que lleve a su captura".
Hizo parte del equipo negociador, y se acogió a los Acuerdos de Paz entre el Gobierno y las FARC-EP en 2016. Ha respondido ante la Jurisdicción Especial para la Paz JEP, por el Caso 005.